# Боннер, Жюльен
Жюльен Боннер (фр. Julien Bonnaire, родился 20 сентября 1978 в Бургуин-Жалльё) — французский регбист, игрок третьей линии; выступал на позиции восьмого и фланкера.

## Биография

### Клубная карьера
Начинал свою карьеру в команде «Бургуэн» (там начинала свою карьеру значительная часть игроков французской сборной). В то время «Бургуэн» был лидером французского чемпионата и чемпионом Европейского кубка вызова 1997 года. Боннэр стал игроком основы в сезоне 2002/2003, сыграв 19 матчей в чемпионате Франции и 5 матчей в Кубке Хейнекен.
После спада клуба летом 2007 года перешёл в стан «Клермон Овернь» в канун домашнего чемпионата мира по регби, в шести играх ему удалось вывести клуб в финал, но в финале 28 июня 2008 он уступил «Тулузе» 26:20. Сезон 2008/2009 стал для Боннэра сложным, что привело к его исключению из состава сборной на тест-матчи. В 2010 году, однако, Боннэр набрал форму, и его результаты в клубе и сборной улучшились. По окончании сезона 2016/2017 завершил игровую карьеру.

### Карьера в сборной
Дебют в сборной Жюльена состоялся 21 марта 2004 в матче против Шотландии в рамках Кубка шести наций. Закрепился в составе сборной в сезоне 2004/2005. Продолжал выступления за сборную и после смены руководства, когда тренером стал Марк Льевремон. В 2011 году он попал на чемпионат мира, где стал серебряным призёром (в полуфинале против Уэльса он был признан лучшим игроком матча, а по мнению Льевремона, и вовсе стал лучшим игроком всей сборной Франции на чемпионате). Прощальную игру он провёл 17 марта 2012 против Уэльса, выиграв Кубок шести наций и Большой шлем, после чего решился сосредоточиться на клубной карьере.

### Тренерская карьера
В 2018 году вошёл в тренерский штаб сборной Франции в преддверии Кубка шести наций.

### Стиль игры
Универсальный игрок, обладающий хорошей физической комплекцией и способный как эффективно выбивать мяч в аут, так и действовать во время вброса мяча в коридор. Может отработать в защите, прекрасно играет ногами.

## Достижения

### Клубные
- Чемпион Франции: 2010
- Вице-чемпион Франции: 2008, 2009
- Финалист Кубка Хейнекен: 2013

### В сборной
- Серебряный призёр чемпионата мира: 2011
- Победитель Кубка шести наций: 2004, 2006, 2007, 2010
- Обладатель Большого шлема: 2004, 2010